# Plantières
Plantières (oder Plantières Queuleu, deutsch Plantières) ist ein Stadtteil der Stadt Metz im Département Moselle in der französischen Region Grand Est (bis 2015 Lothringen), der 1908 durch Eingemeindung des Dorfs Plantières entstanden ist, zu dem auch der Wohnplatz Queuleu mit Fort Goeben gehörte.

## Geographie
Der Stadtteil Plantières oder Plantières Queuleu der Stadt Metz in Lothringen liegt an der rechten Seite der Seille und am Chenaubach, etwa anderthalb Kilometer östlich bis südöstlich des Stadtzentrums und an der Straße nach Straßburg.

## Geschichte

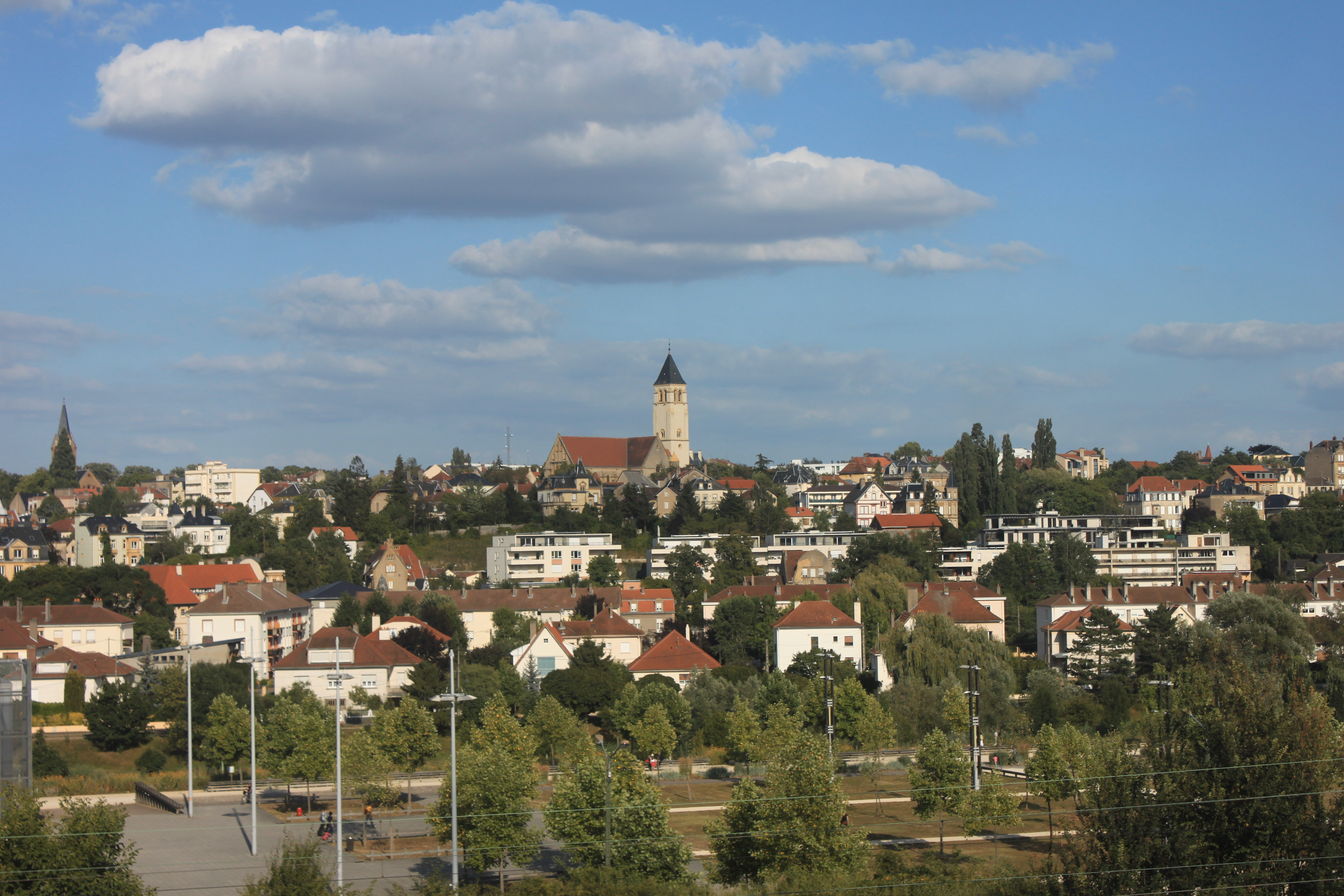
Stadtteil Plantières Queuleu der Stadt Metz (in Bildmitte die katholische Kirche von Queuleu)

Plantières, östlich der Stadt Metz, auf einem Plan der Umgebung von Metz um 1900

Das frühere Dorf Plantières gehörte einst zum Bistum Metz. Beispiele älterer Ortsbezeichnungen sind In Planturis (1161), Planteires (1209), Planteit (1439) und Plantier (1756).
Durch den Frieden von Frankfurt vom 10. Mai 1871 kam die Region mit Vallières an das deutsche Reichsland Elsaß-Lothringen und wurde dem Landkreis Metz im Bezirk Lothringen zugeordnet. Im 19. Jahrhundert hatte der Ort Wein-, Obst- und Gemüsebau und eine Kesselschmiede. Im Dorf war auch das Gaswerk für Metz. Auf der Gemarkung von Plantières befand sich der große Ostfriedhof von Metz, und es hatten sich im Ort entsprechend spezialisierte Steinmetz- und Gärtnereibetriebe niedergelassen.
Auf der Gemarkung der Gemeinde befand sich der Wohnort Queuleu mit Fort Goeben und Kasernen.
Am 1. April 1908 wechselte Plantières mit Queuleu vom Landkreis in den Stadtkreis Metz.
Nach dem Ersten Weltkrieg musste die Region aufgrund der Bestimmungen des Versailler Vertrags 1919 an Frankreich abgetreten werden. Während des Zweiten Weltkriegs besetzte die deutsche Wehrmacht die Region. Ende 1944 wurde Vallières von westalliierten Streitkräften eingenommen.

### Demographie
| Jahr | Einwohner | Anmerkungen |
| ---- | --------- | --- |
| 1793 | 098       | [ 4 ] |
| 1821 | 099       | [ 4 ] |
| 1841 | 0347      | [ 4 ] |
| 1861 | 0611      | [ 5 ] [ 4 ] |
| 1871 | 1402      | auf einer Fläche von 343 ha, in 258 Häusern mit 289 Familien, darunter 146 Evangelische und 13 Juden; nach anderen Angaben 1400 Einwohner            |
| 1880 | 2279      | auf einer Fläche von 343 ha mit 236 Häusern, davon 1660 Katholiken, 610 Evangelische und neun Juden                                                  |
| 1885 | 1478      | [ 10 ] |
| 1890 | 1849      | mit der Garnison (300 Mann), in 276 Häusern mit 391 Haushaltungen, davon 1484 Katholiken, 353 Protestanten, sechs sonstige Christen und sechs Juden. |
| 1895 | 2174      | [ 3 ] |
| 1900 | 2707      | [ 4 ] |
| 1905 | 3750      | ohne Garnison auf Fort Goeben, davon 1019 Evangelische und 19 Juden; nach anderen Angaben mit Fort Goeben 3964 Einwohner                             |
| 1910 | 5617      | davon 1627 in Plantières und 3990 in Queuleu |